# Cyclophora arthura
Cyclophora arthura är en fjärilsart som beskrevs av William Schaus 1901. Cyclophora arthura ingår i släktet Cyclophora och familjen mätare. Inga underarter finns listade i Catalogue of Life.